# Церковь Рождества Богородицы (Подмоклово)
Церковь Рождества Пресвятой Богородицы — приходской православный храм в селе Подмоклово Серпуховского района Московской области. Относится к Серпуховскому благочинию Подольской епархии Русской православной церкви.
Настоятель — протоиерей Дионисий Крюков (с 1 июля 2008 года).
Один из подмосковных православных храмов начала XVIII века, которые обозначили разрыв с древнерусской архитектурной традицией. Вотчинный храм князя Григория Долгорукова представляет собой двусветную ротонду в современном итальянском стиле, более радикальном, чем голицынское барокко, перекрытую высоким куполом с люкарнами и световым барабаном, завершённым полусферой. Ротонда окружена шестнадцатипролётной аркадой, на которой установлены выполненные в человеческий рост статуи апостолов и евангелистов. Построен в 1714—1722 годах в усадьбе Подмоклово Городецкого стана Тарусского уезда Калужской губернии (ныне деревня Серпуховского района Московской области). Архитектором храма на начальном этапе был Лоренц фон Фикин, основные работы по строительству храма были выполнены Андреем Шульцем.
Церковь Рождества Богородицы — наиболее ранняя из ротонд, дошедших до настоящего времени от первой половины XVIII века. Важность церкви состоит ещё и в том, что в ходе научных изысканий по изучению церкви было доподлинно установлено, что работы по декоративной резьбе и созданию скульптур были выполнены русскими мастерами под руководством Ивана Афанасьева Зимина.

## История

### Предыстория строительства
Первое упоминание церкви Рождества Богородицы в селе Подмоклово содержится в тарусских писцовых книгах от 1628—1629 годов. В книгах церковь значится как «деревяна клецки» с приделом святителя Николая.
Заказчиком нового каменного храма стал князь Григорий Фёдорович Долгоруков — успешный дипломат, ближайший сподвижник Петра I. Идея создания храма пришла к Г. Ф. Долгорукову, вероятнее всего, во время его поездок по странам Европы в составе «Великого посольства» в 1697—1699 годов. Вместе с другими сподвижниками Петра Долгоруков побывал в Германии, Голландии, Франции и Италии. Как результат поездки, был написан «Журнал путешествий», авторство которого до сих пор не удалось установить, но в числе претендентов на авторство значится и Долгоруков.
В пользу этой версии говорит и то, что авторство древнейшего русского трактата об архитектуре со множеством чертежей и описанием методов производства строительных работ и называющегося: «Архитектура цивилная выбрана ис Паладиуша славного архитектора и из иных многих архитекторов славных… писана в Венеции лета 1699 году месяца сентября учением и тщанием будучи тамо господина князя Долгорукова» большинство историков приписывает именно Г. Ф. Долгорукову. Составление такого объёмного и подробного трактата свидетельствует о том, что его автор питал большой интерес к архитектуре того времени. При написании трактата он собрал и задокументировал большое количество полезных сведений об архитектуре Италии того времени. Возможно, что именно в 1699 году, на 15 лет раньше закладки самого храма, у Долгорукова и зародился замысел, создать у себя на родине храм, который будет похож на те, что он видел в Италии.
После своего возвращения из Италии Г. Ф. Долгоруков в 1701 году по приказу императора отбыл на службу полномочным послом России в Польше. Возвратился он в свою вотчину лишь спустя 13 лет, когда в начале 1714 года был отозван со службы на два года в связи с дипломатической ошибкой в ведомстве. Пребывая в эти годы в Подмоклове, Долгоруков приступил к осуществлению своего замысла — постройке в усадьбе храма-ротонды.
Разрешение на постройку каменного храма на месте обветшавшей деревянной церкви было получено 22 июня 1714 года Указом Митрополита Рязанского и Муромского Стефана. Просителем выступал сам Григорий Фёдорович Долгоруков.

### Строительство храма
Первый договор на постройку храма-ротонды был заключён с артелью Андрея Опурина 1 мая 1714 года: «…подрядились они построить из ево товару в Таруском уезде в селе Подмоклом церковь по церклюлю круглую по чертежу по повелению иноземца Лоренца фон Фикина». Лоренц фон Фикин — военнопленный, был квартирмейстером в шведской армии Карла XII.
Но строительство храма было остановлено в том же году в связи с выходом царского указа от 9 октября 1714 года о запрещении во всем государстве, кроме Санкт-Петербурга, каменного строительства. Остановка строительства храма произошла на уровне перемычек сводов галереи первого яруса.
Однако уже в 1717 году Долгорукову удалось получить разрешение у государя на «достройку» храма, и уже 28 мая он заключил новый договор на строительство с прежней артелью.
Вероятнее всего, Лоренц фон Фикин не обладал достаточной квалификацией для строительства столь сложных сооружений. Поэтому 5 мая 1718 года Долгоруков заключил договор с новой артелью строителей — записного московского каменщика Ивана Каландина, который к тому времени имел большой опыт возведения каменных построек. Руководство строительными работами осуществлял иноземец Андрей Шульц.
Декор храма и скульптуры были выполнены из местного окского известняка. Известняк был поставлен крестьянином Максимом Васильевым из подмосковной деревни Нижнее Мячково к 19 мая 1719 года.
Декоративная резьба и скульптуры храма были выполнены артелью резчиков по камню под руководством Ивана Зимина. Важность этого факта состоит в том, что это самая ранняя, достоверно задокументированная работа такого высокого уровня, выполненная руками русских мастеров. Работы производились непосредственно на месте строительства по рисункам и чертежам заказчика. В пользу этой версии говорит то, что рядом с храмом впоследствии были обнаружены испорченные, вследствие неудачных попыток резьбы, каменные блоки.
В 1723 году Г. Ф. Долгоруков умер, так и не дождавшись освящения храма. На момент его смерти храм был почти построен, из невыполненных работ остались только: иконы, иконостас, столярные работы.
Его сын Сергей Григорьевич, которому по наследству перешло село Подмоклово, своей вотчиной не занимался. Строительство храма так и не было завершено, несмотря на то, что он находился на последних стадиях постройки.
В 1730 году после воцарения на троне императрицы Анны Иоановны род Долгоруковых попадает в опалу. Все вотчины Долгоруковых, в том числе и село Подмоклово, переходят в дворцовое ведомство. В связи с этим храм остаётся недостроенным, а его окончательная отделка задерживается на несколько лет. В 1741 году, после смерти императрицы Анны Иоановны, Долгоруковы вновь становятся владельцами своих бывших поместий, в том числе и своей подмосковной вотчины, села Подмоклова. Внук Г. Ф. Долгорукова, Николай Сергеевич, после вступления во владение селом распоряжается завершить строительство храма, и в 1754 году, после завершения строительных и отделочных работ, подаёт прошение в Синод на имя императрицы Елизаветы Петровны о разрешении освятить храм. В этом же году, после того, как разрешение было получено, храм торжественно освящают.

### До революции 1917 года
В 1779 году имение принадлежало Алексею Затрапезному. Возможно, что после смерти единственного сына Николай Долгоруков продал имение Затрапезному.
В 1785 году рядом с храмом началось строительство колокольни. Строительство колокольни так и не было закончено и 1898 году, она была разобрана «по ветхости». В дальнейшем у имения Подмоклово менялись хозяева.
В разное время село принадлежало Тютчевым (1830-е годы), Васильчиковым (1840-е годы).
В 1861 году к церкви пристроили колокольню и каменную ограду с воротами в формах «русского национального стиля».
В 1875 году уроженец села Подмоклова церковный староста Тимофей Каштанов возобновил храм. В 1882 году на его же средства были выполнены работы по росписи храма, а в церковном притворе была выполнена картина «Страшный суд». Картина получила скандальную известность из-за портретного сходства одного из изображённых на картине грешников с Михаилом Лермонтовым.
В 1883—1893 годах храм ремонтировался: заложили часть арочных проемов, галерей и пробили в стенах каналы калориферного отопления. К началу XX века была утрачена балюстрада над карнизом круговой аркады.
В 1903 году при храме была сооружена каменная звонница, которая в хозяйственных целях была разобрана в 1930-е годы.
К началу XX века уже была утрачена балюстрада над карнизом круговой аркадной галереи. В начале 1910-х годов было проведены ремонтные работы ненадлежащего качества, в результате чего храм утратил свой прежний вид. Сводчатые арки вокруг церкви были заложены кирпичом, статуи апостолов раскрашены яркими красками
В конце XIX века приход церкви состоял из 525 мужчин и из 575 женщин. В состав прихода входило село Подмоклово и часть сельца Прокшина. В 1915 году в храме служил один священник и псаломщик.
Последним владельцем усадьбы был серпуховский фабрикант Н. П. Рябов.

#### Внутреннее убранство и внешний вид в 1936 году

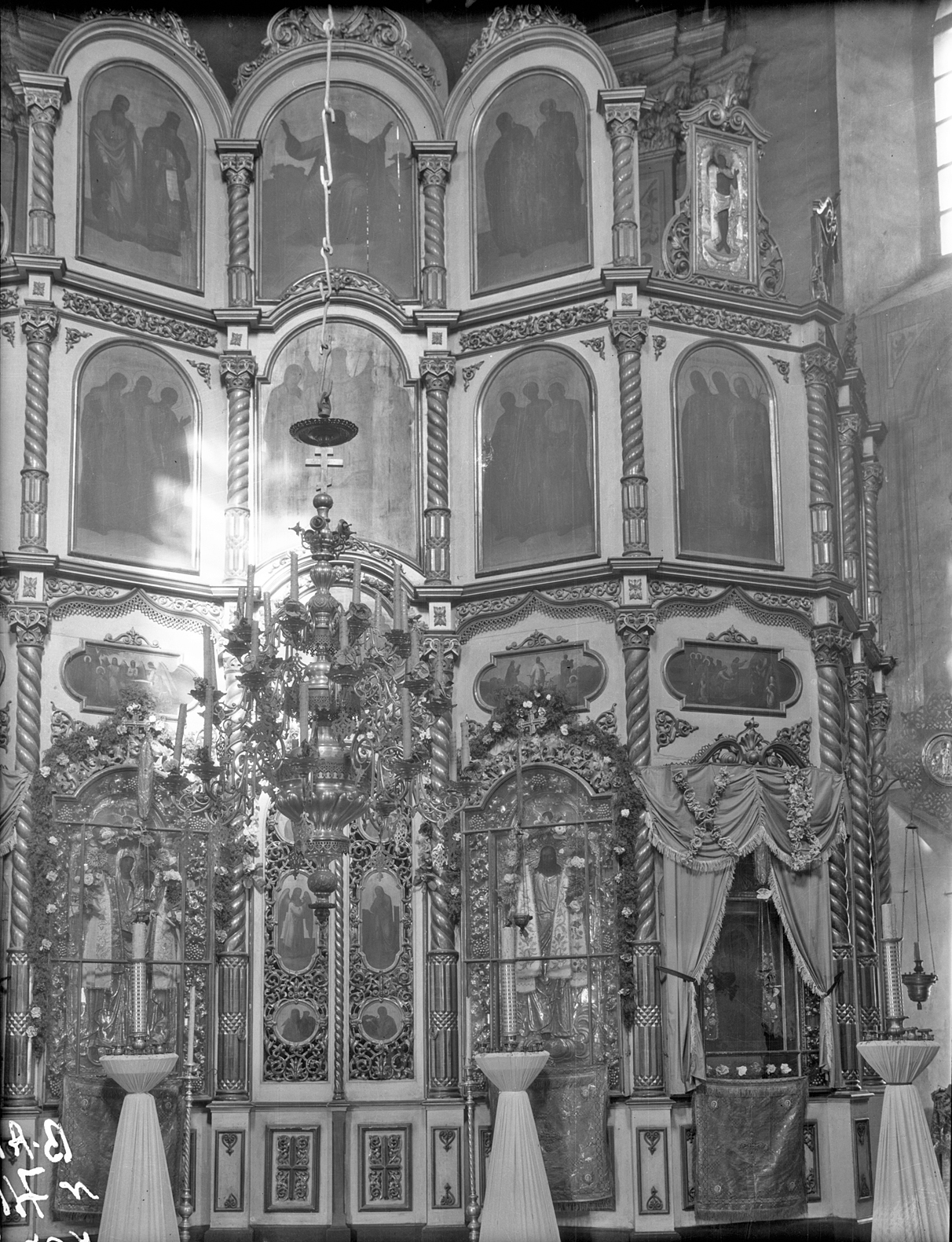
Иконостас
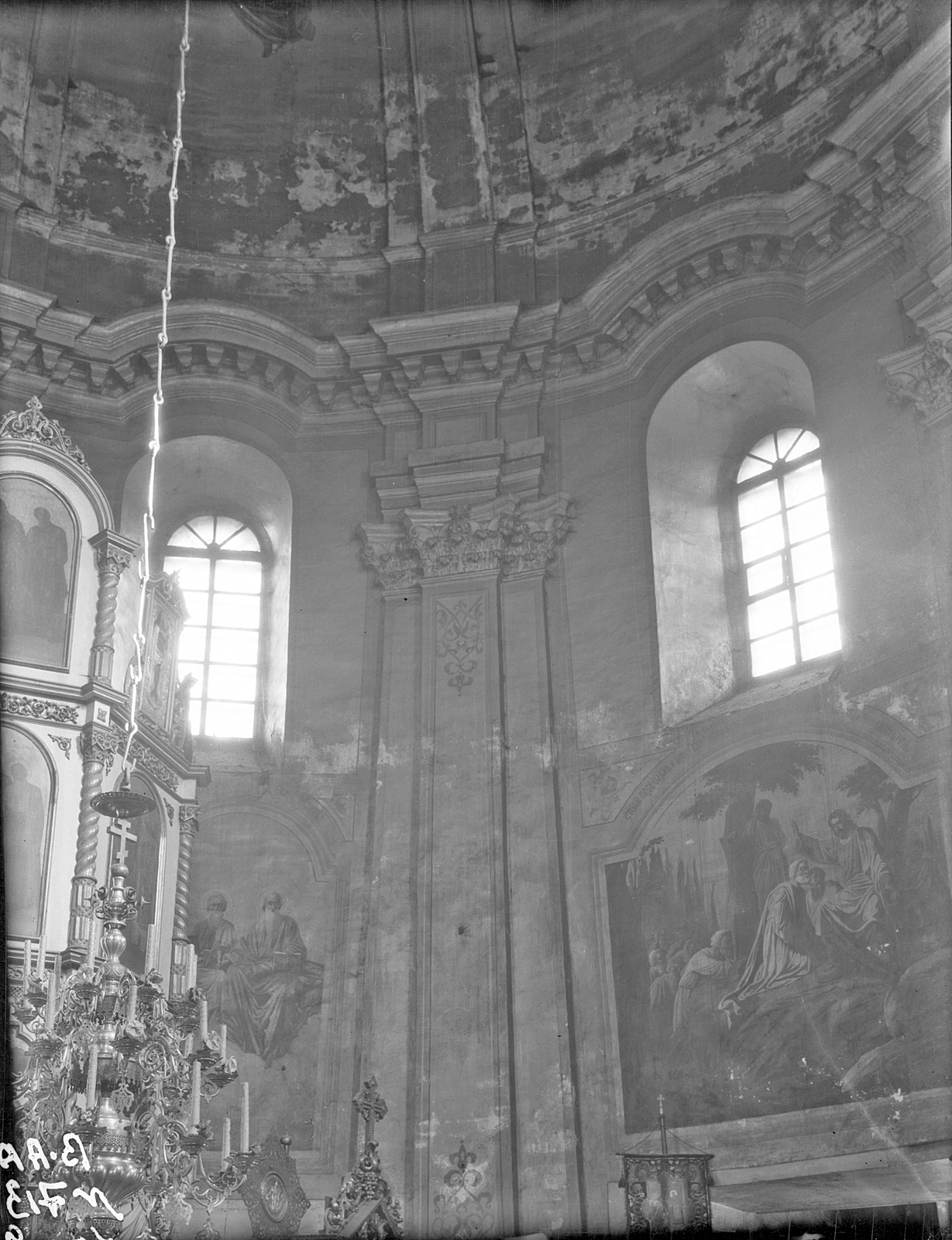
Карниз и верх пилястр (юго-восточная часть)
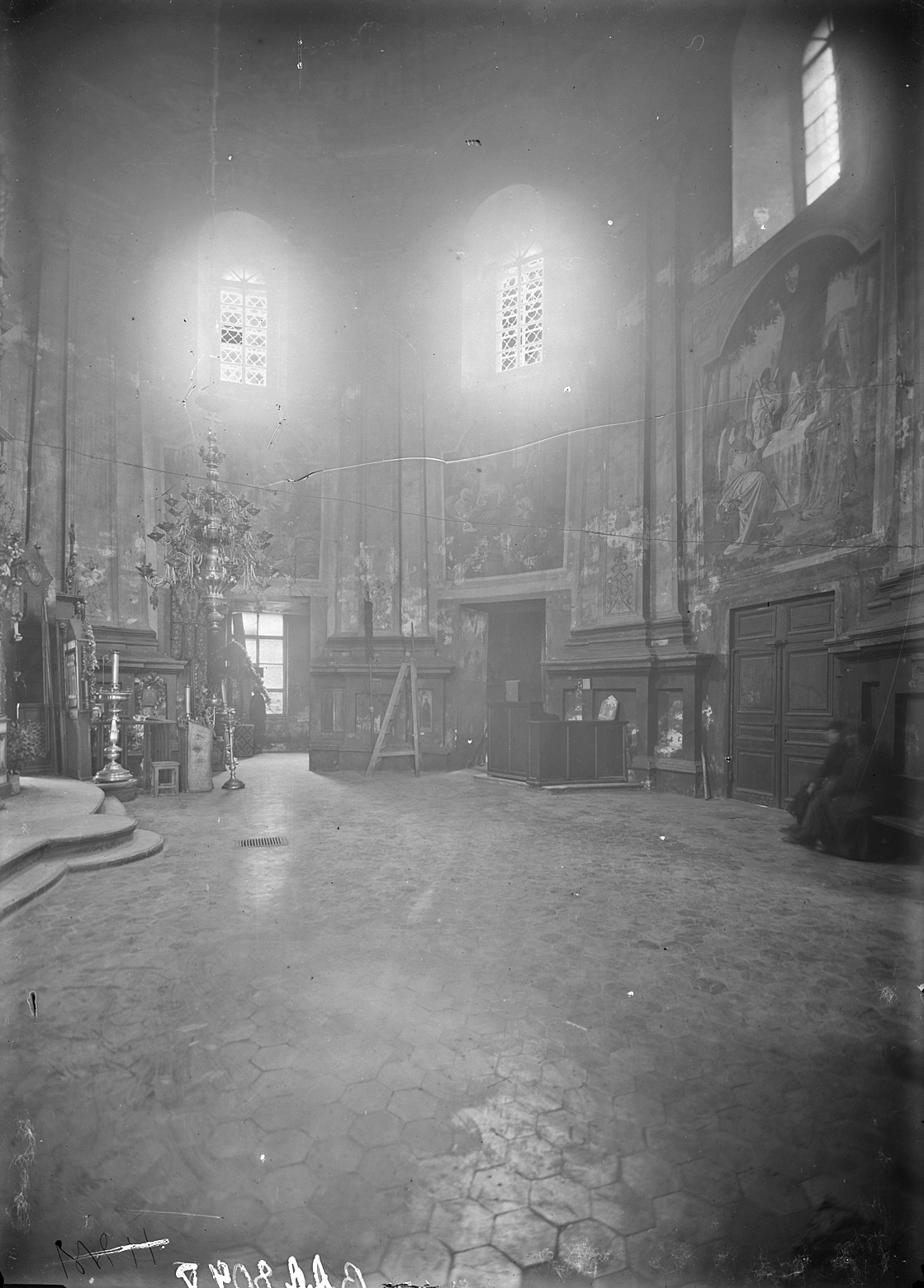
Внутренний вид (юго-западная часть)
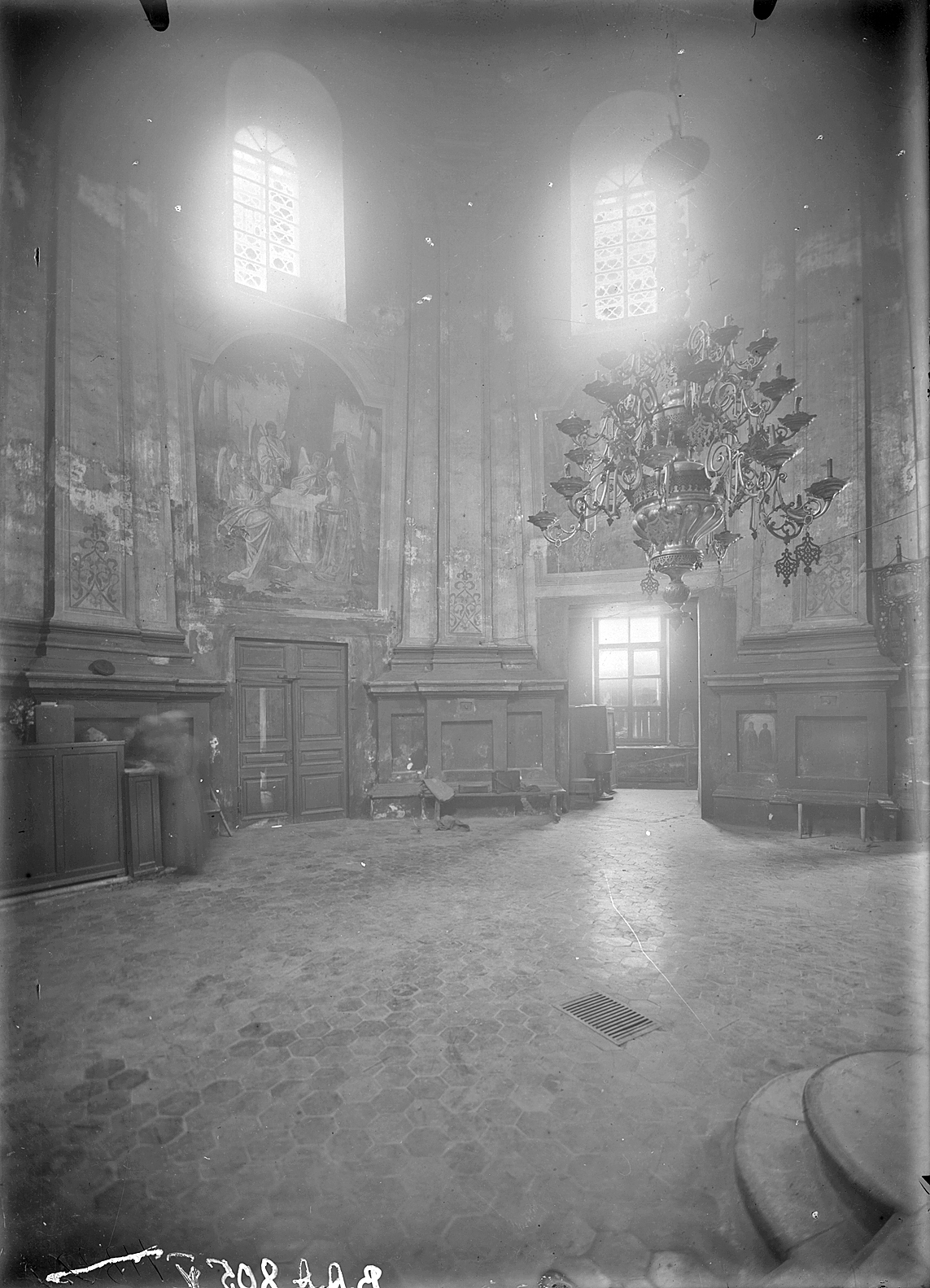
Внутренний вид (западная часть)
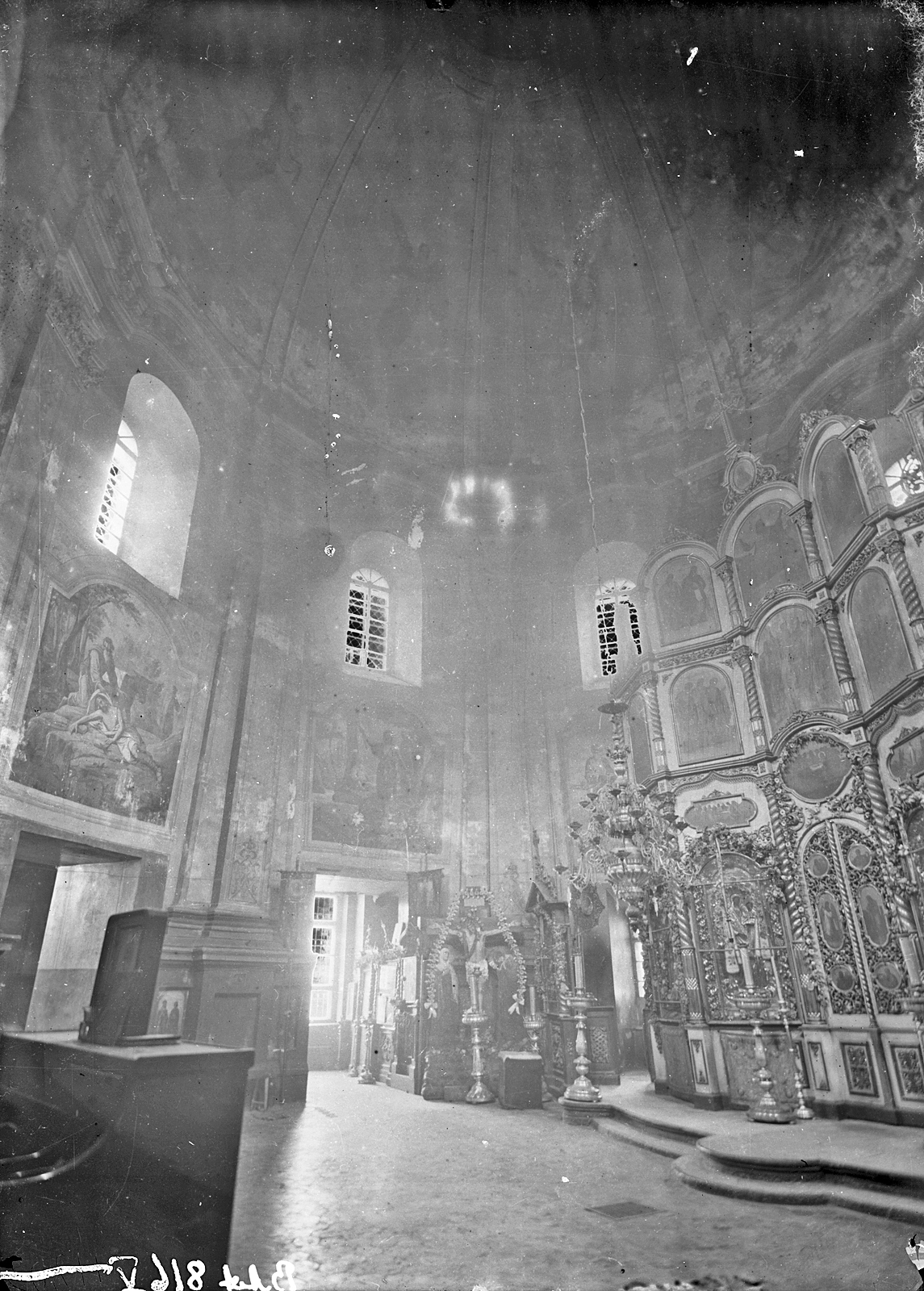
Внутренний вид (северная часть)
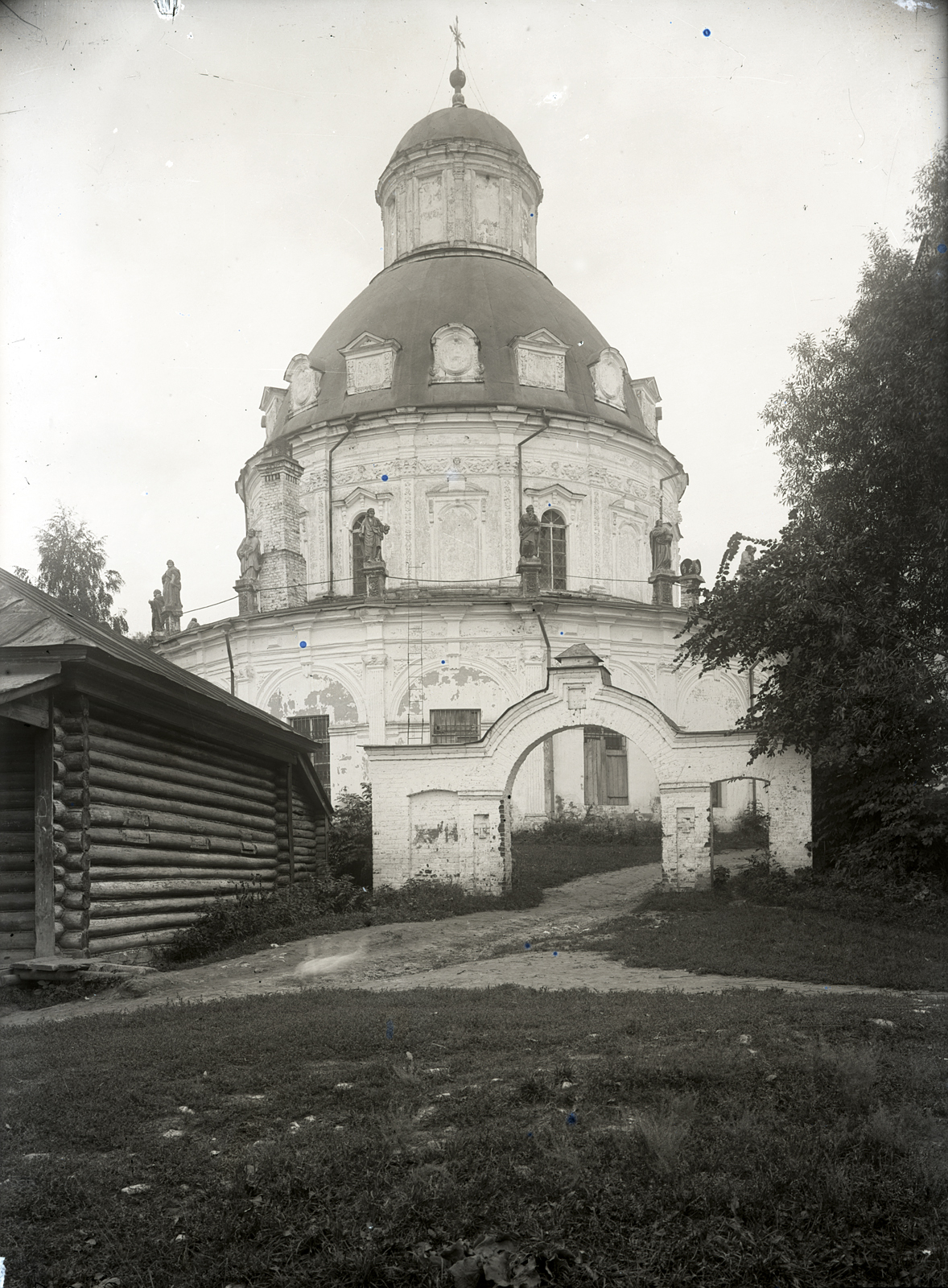
Общий вид церкви с южной стороны

### После Октябрьской революции
Несмотря на проводимую советскими властями политику гонения на церковь, церковные богослужения в храмы выполнялись вплоть до 1936 года. Но уже в 1937 году храм был закрыт и использовался под хозяйственные нужды как зернохранилище.
В начале 1980-х годов храм подвергся нападению вандалов, 5 из 16 украшающий храм статуй были разрушены. Впоследствии разрушенные статуи были восстановлены специалистами Всероссийского художественного научно-реставрационного центра имени И. Э. Грабаря. Восстановление статуй проводилось с 1988 по 1995 год. Восстановленные статуи хранились в Серпуховском историко-художественным музее, но в 2016 году были возвращены на свои первоначальные места.
С 1983 по 1994 год здание храма реставрировалась силами специалистов треста «Мособлреставрация». После завершения реставрационных работ у храма были вновь открыты арки кольцевой паперти. После реставрации церкви в ней планировалось организовать музей русской скульптуры, однако уже в 1992 год храм был передан Русской православной церкви, а с 1993 года вновь стал действующим храмом.
В 2009 году в храме вновь начались реставрационные работы. В этом же году были начаты мероприятия по внесению храма в список Всемирного наследия ЮНЕСКО. Профессиональный надзор за реставрационными работами осуществлял главный архитектор-реставратор храма И. Д. Любимов.
В 2015 году в ходе аукциона был определён хозяин усадьбы в Подмоклове, им стал Дмитрий Малофеев, брат Константина Малофеева. Согласно губернаторскому проекту «Усадьбы Подмосковья», в рамках которой был проведён аукцион, новый хозяин усадьбы обязан к 2022 году полностью отреставрировать здание флигеля. Храм в рамках аукциона продан не был, так как находится в ведении Русской православной церкви.

## Архитектура и убранство храма
Архитектурные прототипы храма обнаруживаются в первую очередь в Италии, где наиболее ранним вариантом развития восьмигранной ротонды в 16-столпную кольцевую галерею был не сохранившийся ораторий церкви Санта-Мария дельи Анджели Филиппо Брунеллески во Флоренции (1427—1436). Архитектурная близость к храму обнаруживается и у Темпьетто архитектора Браманте в Риме (1502).
В России ближайшим аналогом храма является Знаменская церковь в Дубровицах, которая была построена Борисом Голицыным, двоюродным братом Марии Голицыной, супруги Григория Долгорукова.
Формы храма в Подмоклове гораздо ближе к размеренной ясности Ренессанса, чем к экзальтированной патетике господствовавшего на рубеже XVII и XVIII веков стиля барокко. Статуи апостолов и евангелистов по-ренессансному устойчивы и монолитны, а их экспансивные жесты — лишь формальная дань традиции барокко, в целом же образы святых отличает спокойное достоинство. При сравнении церкви в Подмоклове с ближайшим итальянским прототипом, проектом Карло Фонтана, наиболее заметны различия в программе скульптурного декора. Необходимо признать, что выбор скульптур для украшения храма и порядок их размещения на галерее паперти является оригинальной частью проекта, возможно, собственным творчеством заказчика.

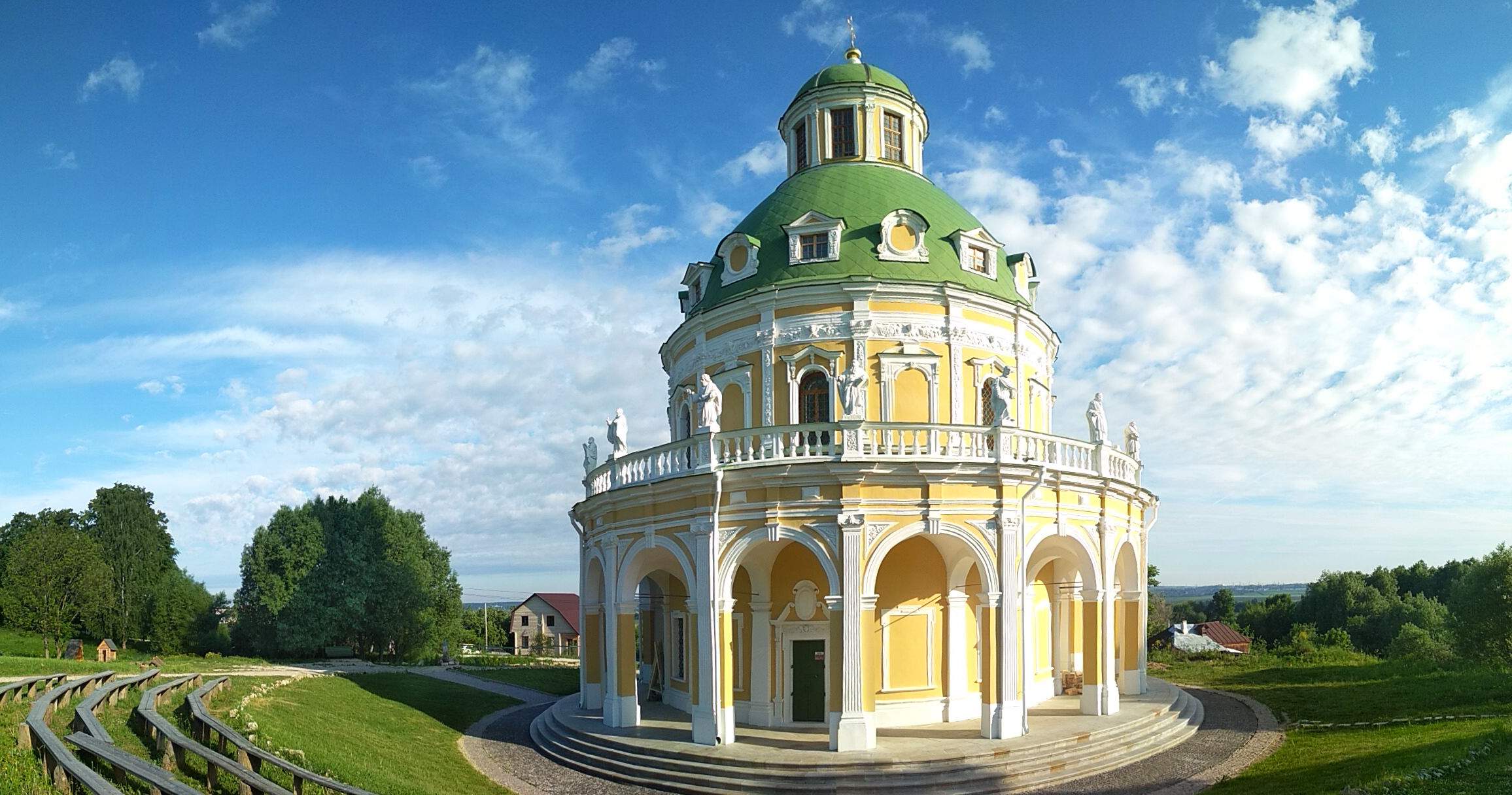
Вид храма с летними концертными трибунами
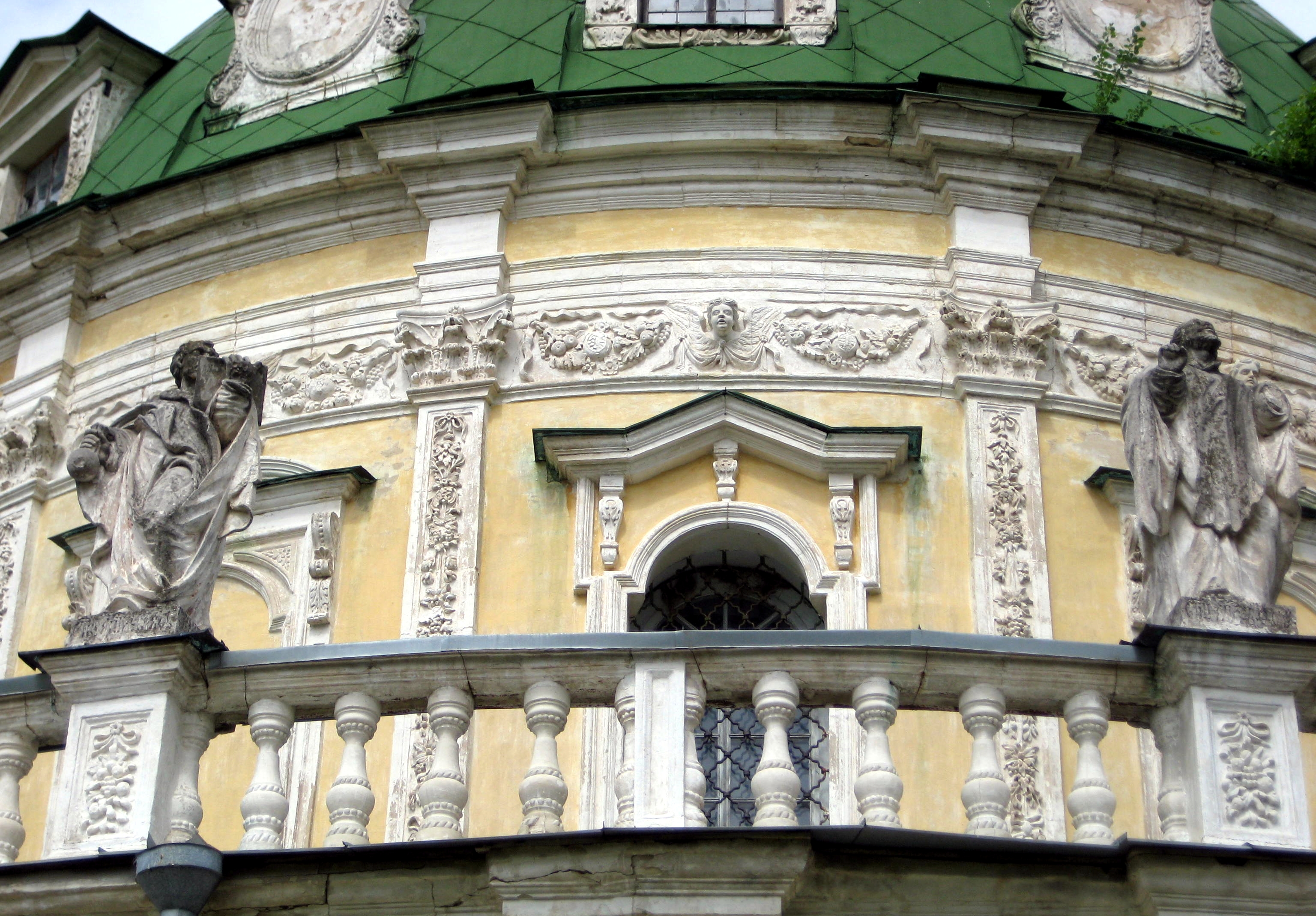
Скульптуры апостолов и евангелистов на галерее паперти
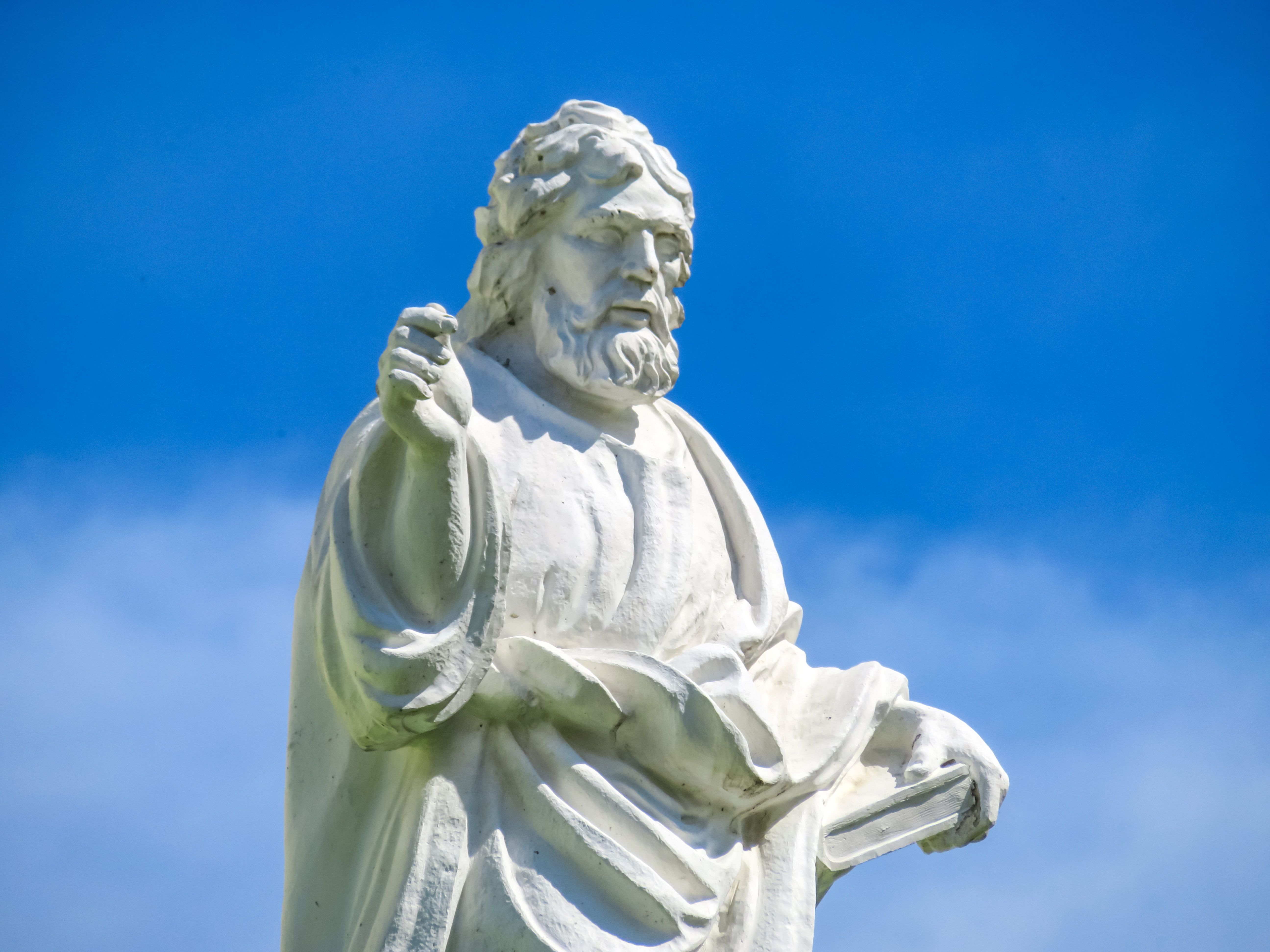
Скульптура Рождественской церкви
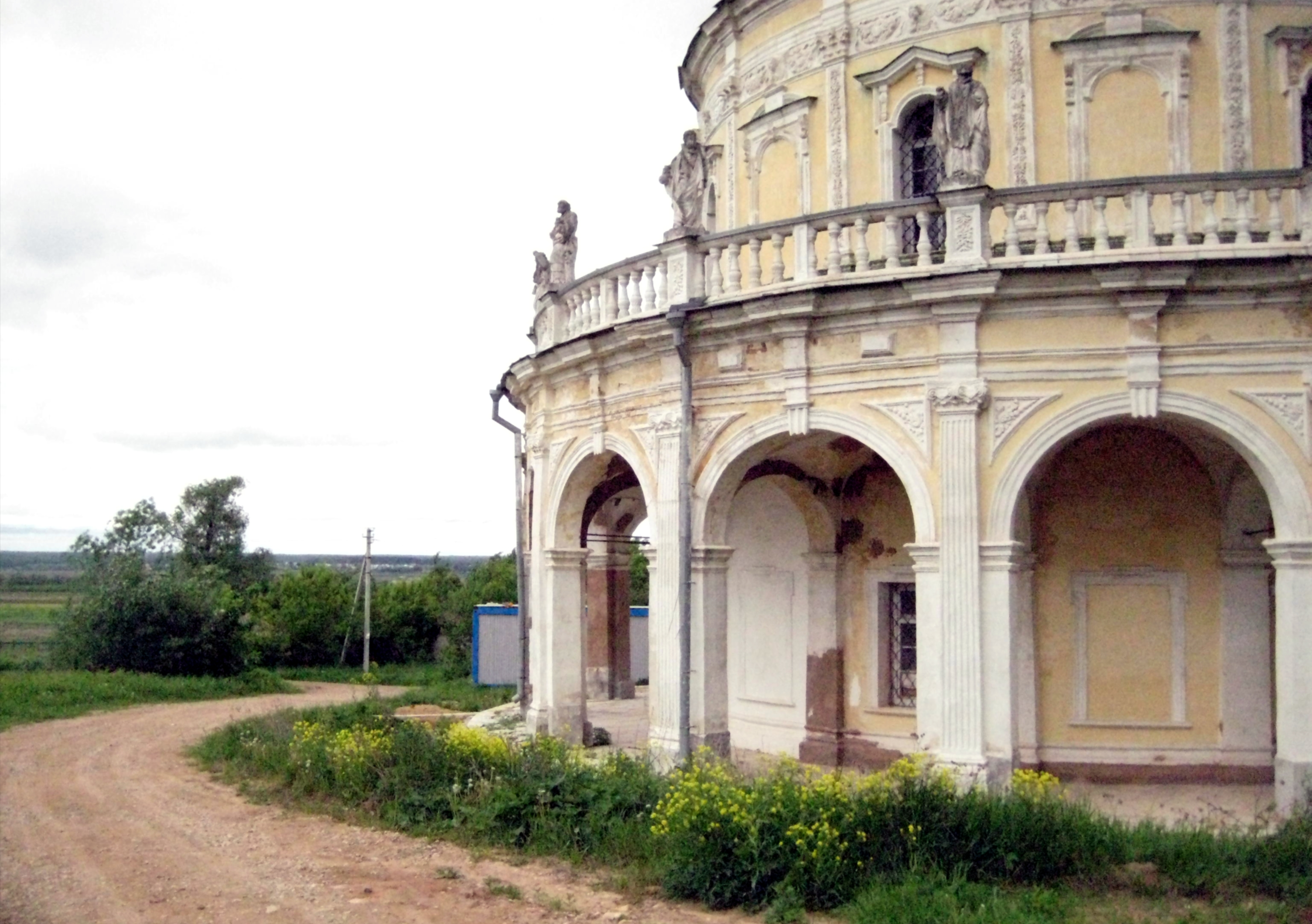
Круговая аркадная галерея
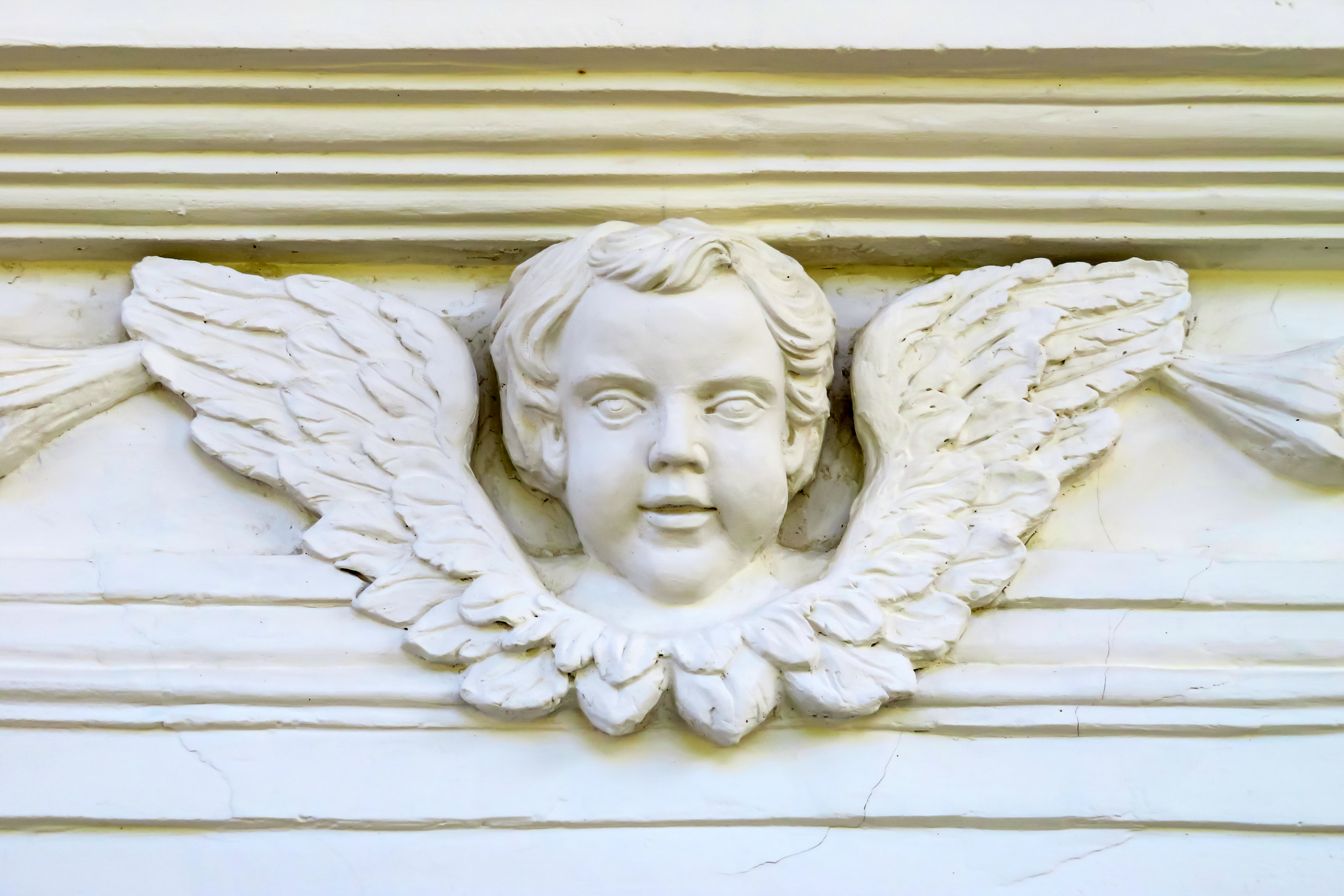
Фрагмент декора
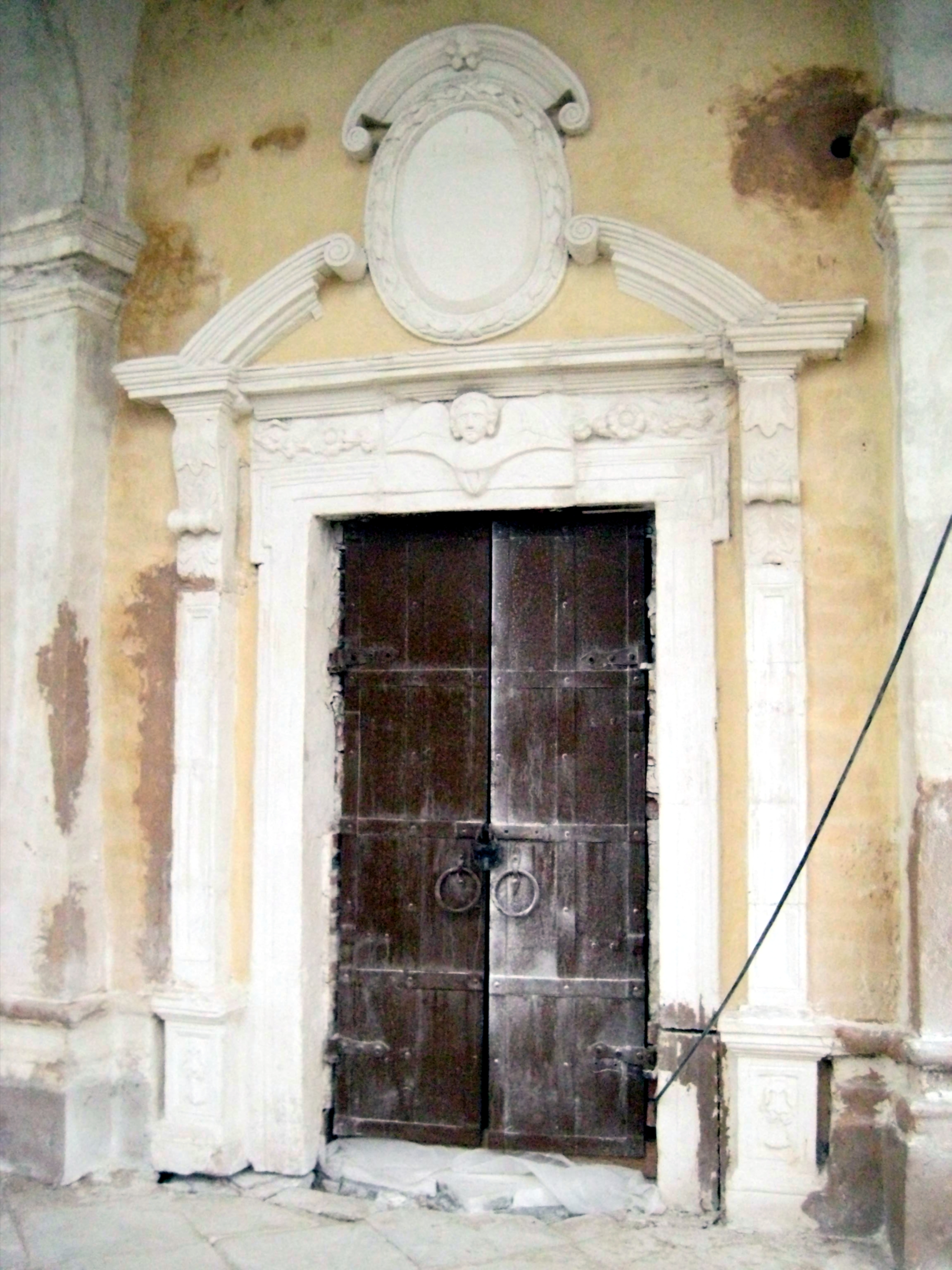
Портал в стиле барокко

## Святыни и реликвии
Особо почитаемая в церкви — старинная Владимирская икона Божией Матери. В честь иконы, по случаю избавления от холеры в 1848 году, ежегодно 23 июня после литургии совершается крестный ход. В храме находились также несколько икон итальянского письма.
На стене расположена картина «Страшный суд», на которой изображены мучения грешников в аду.

## Священники, служившие в церкви
Список священников, служивших в церкви, составлен на основании клировых ведомостей церкви Рождества Пресвятой Богородицы в Подмоклове Алексинского уезда с 1829 года по 1915 год:
- Иван Стефанов с 11 июля 1792 года;
- Матвей Соколов с 20 декабря 1835 года;
- Тихон Сахаров с 9 июля 1869 года;
- Никифор Виноградов с 3 апреля 1873 года;
- Рафаил Сенявин с 14 марта 1887 года;
- Александр Щепетев с 1 мая 1896 года;
- Василий Успенский с 17 сентября 1898 года;
- Иоанн Ларюшкин со 2 июня 1914 года[15].

## Проблема установления датировки храма
В источниках XIX века строительство храма ошибочно датируется 1754 годом. Это связано с тем, что именно в этому году были завершены заключительные этапы строительства и храм был освящён. Из-за этого храм долгое время не причислялся к Петровскому времени, что значительно затруднило определение его места и значения в истории. Ошибочная дата строительства храма перепечатывалась из издания в издание и не давала возможности для правильного понимания и прочтения этого уникального памятника русской архитектуры.

## Прочие сведения

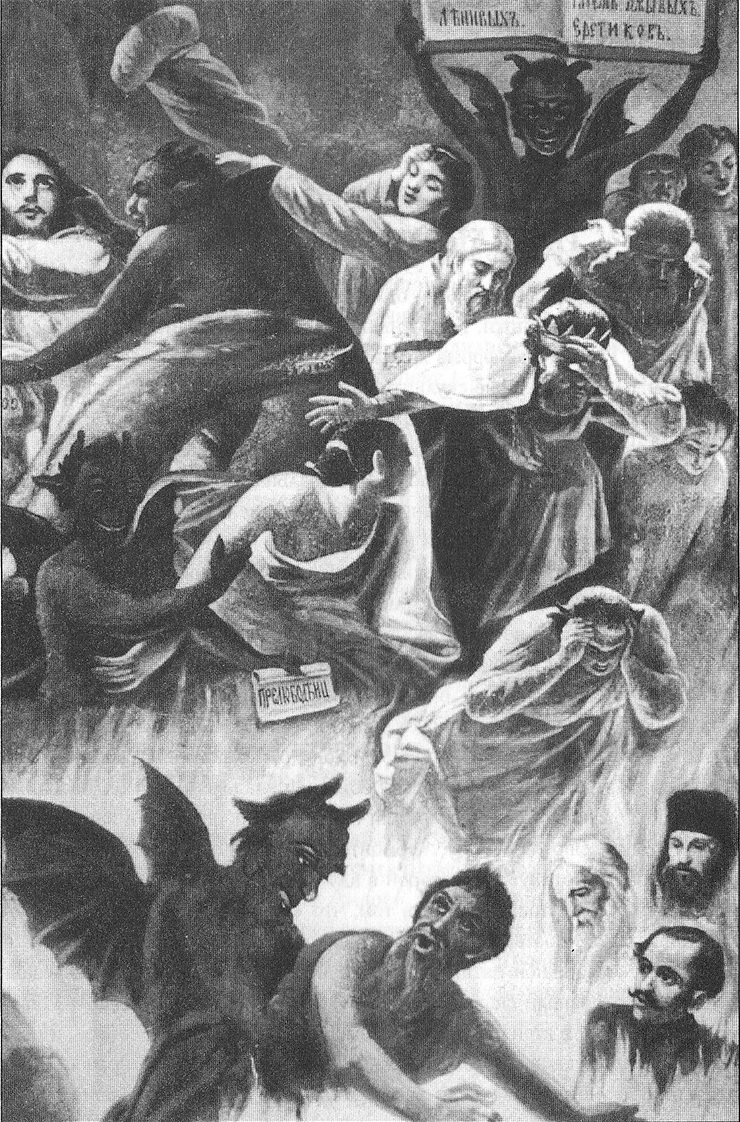
«Страшный суд»

Существует предание, что в храме планировалась бракосочетание Петра II с двоюродной сестрой храмоздателя Григория Долгорукова, княжной Екатериной Долгоруковой. Однако современные исследователи опровергают планирование этого бракосочетания в этом храме.
На картине «Страшный суд» лицо одного из грешников, находящихся в когтях у главного демона, имело сходство с лицом поэта Михаила Лермонтова. По словам старожилов, это было сделано специально по приказанию местного помещика, для которого Лермонтов являлся врагом. В начале XX века по требованиям местной интеллигенции лицо поэта на картине было заменено.